# هولوبلو
هولوبلو (به لاتین: Hulubelu) یک آتشفشان چینه‌ای در اندونزی است که در سوماترا واقع شده‌است. هولوبلو ۱٬۰۴۰ متر بالاتر از سطح دریا واقع شده‌است.